# EROEI
EROEI (англ. energy returned on energy invested), або EROI (energy return on investment — співвідношення отриманої енергії до витраченої, енергетична рентабельність, у  фізиці, економічній та екологічній  енергетиці — відношення кількості придатної до використання (корисної)  енергії, отриманої з певного джерела енергії (ресурсу), до кількості енергії, витраченої на отримання цього енергетичного ресурсу. Якщо для деякого ресурсу показник EROEI менше або дорівнює одиниці, то такий ресурс перетворюється на «поглинач» енергії і більше не може бути використаний як первинне джерело енергії.
Згідно такого критерію, вугілля — є найефективнішим (EROEI = 80), потім ідуть нафта і газ (EROEI = 35), за ними — ядерне паливо (EROEI = 15). Слід звернути увагу на низький EROEI біопалива (EROEI = 0,8-1,0). Через це, деякі науковці й експерти, в тому числі Роберт Хірш, висловлювали думку, що біопаливо не зіграє значущої ролі в майбутньому, і для заміни нафти як рідкого енергоресурсу, насамперед треба удосконалювати технології GTL і CTL.